# Terc-Butanol
Terc-Butanol é o álcool terciário em que uma hidroxila está ligada ao carbono central do isobutano.